# 298
| [ Edytuj tabelę ] |                                          |
| Król Aksum        | - 270 Endubis 300                        |
| Król Armenii      | - 287 Tiridates III 330                  |
| Cesarz Chin       | - 290 Jin Huidi 307                      |
| Władca Korei      | - 292 Pongsang 300                       |
| Papież            | - 296 Marcelin 304                       |
| Król Persji       | - 293 Narses 302                         |
| Cesarz Rzymu      | - 284 Dioklecjan 305 - 286 Maksymian 305 |

Rok 298 / CCXCVIII
stulecia: II wiek ~
III wiek ~
IV wiek

lata: 288 «
293 «
294 «
295 «
296 «
297 «
298
» 299
» 300
» 301
» 302
» 303
» 308

## Wydarzenia
Azja
- Bunseo przejął tron królestwa Baekje po śmierci Chaekgye.

Cesarstwo Rzymskie
- Bitwy pod Lingones i pod Vindonissą. Rzymianie pod dowództwem Konstancjusza Chlorusa pokonali Alamanów.
- Rozpoczęto budowę Term Dioklecjana.
- Rzym zawarł z sasanidzką Persją pokój w Nisibis(inne języki).

## Zmarli
- Chaekgye, król Baekje.
- 30 października – Marceli z Tangeru, centurion, męczennik chrześcijański.
- 3 grudnia – Kasjan z Tangeru, rzymski urzędnik, męczennik chrześcijański.